# 침묵 (소설)
《침묵》(일본어: 沈黙)은 엔도 슈사쿠가 17세기 일본의 역사적 사실과 기록에 기반해 창작한 역사소설이다. 1966년에 집필을 완료하고 신초샤에서 출판하였다. 에도 시대 초기 기리시탄 탄압의 한가운데에 놓인 포르투갈인 사제를 통해, 신과 신앙의 의미를 다뤘다. 제2회 다니자키 준이치로 상을 수상하였다. 이 소설에서 엔도가 도달한 '약자의 신', '동반자 예수'로의 생각은 이후 《사해의 언저리(死海のほとり)》, 《사무라이(侍)》, 《깊은 강(深い河)》과 같은 소설에서 반복적으로 다뤄지는 주제이다. 세계 13개국 언어로 번역되어, 그레이엄 그린으로부터 '엔도는 20세기 기독교 문학에서 가장 중요한 작가이다'라는 찬사를 받는 등 전후 일본 문학의 대표작으로 높이 평가받고 있다.

## 줄거리
시마바라의 난이 진압되고 얼마 되지 않은 무렵, 예수회의 이름난 신학자인 크리스토방 페헤이라(Cristóvão Ferreira) 신부가 포교 중 일본의 가혹한 탄압에 굴복해 배교했다는 소식이 로마에 전해진다. 페헤이라의 제자 세바스티앙 호드리구(Sebastião Rodrigo) 신부와 프란시스쿠 가흐프(Francisco Garrpe) 신부는 일본에 잠입하기 위해 마카오에 들러 현지 안내인을 수배하는데, 여기서 유약한 일본인 키치지로와 만난다. 호드리구 일행은 키치지로의 안내로 고토 열도(五島列島)에 잠입하여 가쿠레키리시탄(隠れキリシタン)들로부터 환영받는다. 그러나 얼마 지나지 않아 나가사키 봉행소에 쫓기는 신세가 된다. 막부에 처형되어 순교하는 신자들을 보게 되자, 가흐프 신부는 폭주하여 그들에게 달려가다 목숨을 잃게 된다. 호드리구 신부는 오직 신의 기적과 승리를 기도하지만, 신은 '침묵'할 뿐이었다. 도망치던 호드리구 신부는 이어 키치지로의 밀고로 체포되었다.
나가사키 봉행소에서 호드리구 신부는 배교한 스승 페헤이라와 만난다. 그리고 역시 배교한 천주교 신자인 나가사키 봉행 이노우에 치쿠고노카미(井上筑後守)는 일본인에게 과연 기독교가 의미있는가에 대한 명제를 들이민다. 봉행소 문 앞에서는 키치지로가 계속해서 호드리구 신부를 만나고 싶다고 울부짖으나, 호드리구는 그에 대해 경멸감만 느끼게 된다.
한밤 중에 페헤이라는 신의 영광에 가득차 순교하리라는 미련을 가진 호드리구 신부에게 배교를 설득한다. 배교를 거절한 호드리구 신부는 대신 그를 괴롭히며 멀리서 울리는 코 고는 듯한 소리를 없애 달라고 외친다. 이 말에 놀란 페헤이라는 이 소리가 코 고는 소리가 아니라, 고문 당하고 있는 신자의 신음이며, 이 신자들은 이미 배교하겠다고 했음에도 호드리구 신부가 배교하지 않는 한 죽임을 당할 것이라고 이야기한다. 호드리구 신부는 자신의 신앙을 고수해야 하는지, 아니면 자신이 배교하는 희생을 함으로써 예수의 가르침처럼 시달리는 사람들을 구해야 하는지 궁극의 딜레마에 빠지게 된다. 호드리구 신부는 마침내 페헤이라도 같은 이유로 배교했음을 알게 되고, 후미에(踏み絵, 기리시탄 색출을 위해 이용한 성화상) 밟기를 받아들인다.
새벽에 호드리구 신부는 봉행소 안마당에서 후미에를 밟게 된다. 닳은 동판에 새겨진 신의 얼굴에 가까이 가는 그의 발에 격렬한 통증이 밀려온다. 그 순간 후미에 가운데의 예수는 '밟아라. 네 발의 아픔을 내가 제일 잘 알고 있다. 밟아라. 나는 세상에 태어나서 너희들의 아픔을 나누기 위해 십자가를 짊어진 것이다.'라고 말한다.
이렇게 후미에를 밟고 절망하는 호드리구에게, 배신한 키치지로가 다시 찾아와 용서를 구한다. 예수는 이번에는 키치지로의 얼굴을 통해 호드리구에게 말을 한다. '나는 침묵하고 있던 것이 아니다. 너희들과 함께 괴로워하고 있었다', '약한 것(배교)이 강한 것(순교)보다 괴롭지 않았다고 누가 말할 수 있겠는가?'
후미에를 밟고서 자신이 믿는 신의 가르치는 의미를 처음으로 이해한 호드리구는, 지금 자신이 일본에 최후로 남은 천주교 사제임을 자각하게 된다.

## 해설
17세기 일본 막부의 가톨릭 탄압을 소재로, '인간이 고통받을 때 하느님은 어디에 계시는가'라는 그리스도 교인으로서의 의문을 담았다. 등장인물들에 대한 세밀한 심리묘사가 장점이자 특징이다.특히 고문당하는 교우들을 위해서 배교할 것인지 고민하는 가톨릭 신부 호드리구의 고뇌와 그리스도와의 대화장면은 엔도의 작가로서의 실력과 기독교인으로서의 신앙이 잘 묘사된 장면이다. 한국에서는 1982년 홍성사에서 출판했으며, 2002년 개정증보판으로 다시 출판되었다.

## 역사적 배경
이 작품은 기리시탄 탄압 시기 일본에서 선교하다 배교한 실존인물 크리스토방 페헤이라와 주세페 키아라의 이야기를 모티브로 하여 쓰여졌다. 페헤이라는 작품에서도 같은 이름으로 등장하며, 키아라는 세바스티앙 호드리구로 그려져 있다. 실제의 키아라는 시칠리아 출신의 이탈리아인으로 일본에 들어가기 전에는 만난 적도 없기 때문에, 소설 속에서는 사제 관계 설정을 위해 포르투갈인 호드리구로 각색되었다.
크리스토방 페헤이라는 기리시탄 탄압이 극에 달하던 1609년에 일본으로 잠입, 일본교구장 대리를 맡아 다년간 예수회 조직을 이끌었다. 이후 1633년 나가사키에서 체포되어 다른 사제, 신자들과 함께 5일간 혹독한 고문을 받는다. 여기서 나카우라 줄리앙(中浦ジュリアン) 등의 신자들은 순교하였으나, 페헤이라는 끝내 배교하게 된다. 배교 후에는 사와노 추안(沢野忠庵)으로 개명하고 일본인 부인과 결혼하여 막부에 협력한다. 교구장급 사제의 배교 소식에 로마 가톨릭 교회는 큰 충격에 빠지게 되고, 많은 선교사들이 일본 잠입을 지원한다.
키아라도 이에 동참한 예수회 선교사의 한 명으로, 필리핀을 거쳐 일본에 잠입했다. 이후 현재 후쿠오카현인 지쿠젠국에서 선교활동을 벌이다 1643년 5월에 체포되어 나가사키로 압송된다. 다시 7월에는 에도로 압송되었으며, 여기서 당시 에도 막부의 오메츠케(大目付) 직을 맡고 있던 이노우에 마사시게에게 보내진다. 이노우에 마사시게는 작중에서 이노우에 치쿠고노카미라는 이름으로 그려져 있다. 실제 역사에서도 이노우에는 기리시탄 탄압과 시마바라의 난 진압의 중요한 역할을 맡았으며, 이 공적으로 석고 1만 3천석의 다이묘에 봉해졌다. 이노우에는 페헤이라와 키아라의 만남을 주선하여 배교하도록 강권하였다. 뒤이어 키아라는 막부의 중신 사카이 다다카쓰, 홋타 마사모리 등의 관저에서 취조를 받았으며, 이 과정은 당시 쇼군이던 도쿠가와 이에미쓰까지 관심을 가질 정도였다. 결국 거듭된 고문 끝에 키아라도 페헤이라처럼 배교하게 된다. 나중에 오카모토 산에몬(岡本三右衛門)이라는 일본인 순교자의 이름과 후첩을 물려받았으며, 기리시탄 및 선교사에 대한 정보 제공과 배교 설득에 협력하다가 1685년 사망하였다.

## 한국어 번역본 정보
- 《침묵》(공문혜 옮김, 홍성사 펴냄, 1991년 3월 출간, ISBN 9788936500092)
  - 《침묵》(개정판 양장본, 2003년 1월 출간, ISBN 9788936506407)
  - 《침묵》(개정판 반양장본, 2003년 1월 출간, ISBN 9788936506391)
- 《침묵》(김윤성 옮김, 바오로딸 펴냄, 1992년 7월 출간, ISBN 9788933100660)
  - 《침묵》(개정판, 2009년 1월 출간, ISBN 9788933109557)
- 《침묵》(옮긴이 불명, 도서출판 오상 펴냄, 1992년 10월 출간, ISBN 5000146476)

## 영화화
2016년 제이 콕스 각색, 마틴 스코세이지 연출로 할리우드에서 영화화되었다.